# Kaspar Muth

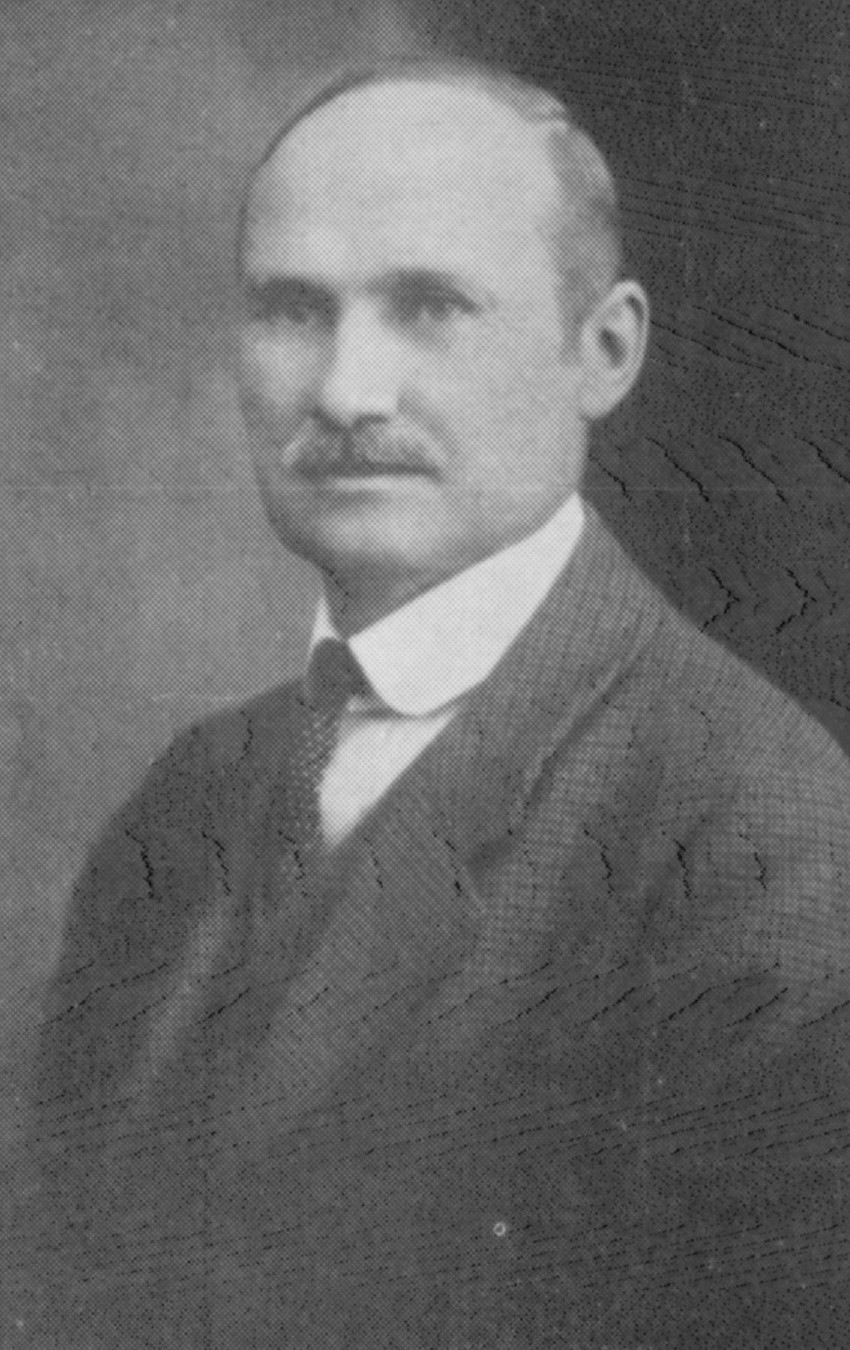
Kaspar Muth, um 1930

Kaspar Muth (* 15. Januar 1876 in Lovrin, Königreich Ungarn, Österreich-Ungarn; † 9. Februar 1966 in Timișoara, deutsch Temeswar, Sozialistische Republik Rumänien) war ein Banat-schwäbischer Politiker und Obmann der Schwäbischen Autonomiepartei und des Verbandes der Deutschen in Rumänien. 

## Leben
Kaspar Muth war ein Nachfahre von Kolonisten, die aus Kirchhausen bei Heilbronn im Verlauf der Schwabenzüge im 18. Jahrhundert in das Banat gelangten und sich dort ansiedelten.
Muth besuchte von 1887 bis 1895 das Piaristengymnasium in Nagybecskerek (deutsch Großbetschkerek). Von 1895 bis 1896 bereiste er  mit Emmerich Reitter Österreich, Deutschland und Frankreich für Studien. Er absolvierte zwischen 1896 und 1901 an der Universität Budapest das Studium für Staats- und Rechtswissenschaften und promovierte 1901 zum Dr. jur. Muth war ab 1901 im ungarischen Temesvár (später rumänisch Timișoara)  als Rechtsanwalt tätig, wo er sich politisch der Unabhängigkeitspartei der Magyaren anschloss. Er nahm als Freiwilliger am Ersten Weltkrieg teil. Nach der Auflösung der Habsburgermonarchie wandte er sein politisches Augenmerk den Banater Schwaben zu, um sie im Sinne von Woodrow Wilsons 14-Punkte-Programm „als autonome Sprach- und Kulturgemeinschaft zu neuem Leben zu erwecken“.
Kaspar Muth und seine Anhänger beriefen am 20. Oktober 1918 in Timișoara eine Versammlung ein. Im Namen der Banat-schwäbischen Bevölkerung wurde in einer Resolution ein unabhängiger ungarischer Staat und die territoriale Integrität der Grenzen des mittelalterlichen Ungarns unterstützt. Für die anderen Nationalitäten wurden kulturelle Rechte gefordert. Eine ähnliche Erklärung verabschiedete einstimmig auch der Stadtrat in seiner Sitzung vom 28. Oktober 1918; dieser Erklärung fehlte aber die demokratische Grundlage, weil Rumänen im damaligen Stadtrat nicht vertreten waren.
Muth verfasste das Schwäbische Manifest vom 8. Dezember 1918 in Timișoara, worauf die Gründung der Schwäbischen Autonomiepartei im Januar 1919 folgte. Diese Partei galt als eine moderate Befürworterin einer unabhängigen Banater Republik als Teil Ungarns oder unter ungarisch-französischem Protektorat.
Am 13. März 1923 gründete Kaspar Muth die Deutsch-Schwäbische Volksgemeinschaft. Er wurde einstimmig (auch mit den Stimmen seiner ehemaligen Gegner) zu deren Obmann gewählt und hielt dieses Amt bis 1935 ohne Unterbrechung.
Führende Politiker der älteren Deutschen Volkspartei (unter anderem Karl Leopold von Möller, Hans Eschker, Josef Gabriel) schlossen sich Muth an, und auch die katholische Kirche mit Bischof Augustin Pacha bemühte sich um die „Erneuerung des schwäbischen Volkslebens“.
Muth setzte sich mit seiner politischen Organisation unter anderem für das deutsche Presse- und Verlagswesen (Schwäbische Volkspresse später in Banater Deutsche Zeitung umbenannt, Schwäbische Verlags-Aktien-Gesellschaft) ein, richtete konfessionelle Schulen und Bildungsinstitutionen wie die Banatia oder die Ackerbauschule in Wojteg ein und förderte die wirtschaftliche Entwicklung der Volksgemeinschaft durch eigene Genossenschaften und Geldinstitute.
Kaspar Muth trug für „seinen erfolgreichen Kampf um die schwäbische Position und Freiheit im rumänischen Staatsverband“ sowie das „Bestimmen des Geschichtsbildes jener Jahre“ den Beinamen Ungekrönter König des Banats.
1920 und 1921 war er Abgeordneter im rumänischen Parlament und von 1929 bis 1932 Mitglied des rumänischen Senats. Der Verband der Deutschen in Rumänien wählte Muth 1931 als Nachfolger von Rudolf Brandsch zum Obmann. 1935 wurde Muth von Fritz Fabritius in dieser Funktion abgelöst.

## Schriften
- Kaspar Muth: Deutsches Volkwerden im Banat. Reden und Aufsätze. Josef Rieß, Timișoara 1935, OCLC 681714774.